# Roberto Taparelli d'Azeglio
Giuseppe Nepomuceno Roberto Taparelli d'Azeglio (Tapparelli) (Torino, 24 settembre 1790 – Torino, 23 dicembre 1862) è stato un politico italiano. Fu senatore del Regno di Sardegna dal 3 aprile 1848.

## Biografia
Figlio del marchese e diplomatico Cesare e di Cristina Morozzo della Rocca dei marchesi di Bianzè, fratello maggiore dell'illustre senatore Massimo e del filosofo gesuita Luigi, a 24 anni sposò Costanza dei Conti Alfieri di Sostegno (divenuta poi d'Azeglio) dalla quale ebbe i figli Melania, che sposò il senatore Salvatore Pes, marchese di Villamarina e Vittorio Emanuele che diventò senatore del Regno d'Italia il 15 novembre 1871.
Nel marzo 1821 partecipò ai moti carbonari torinesi, assumendo una posizione opposta rispetto a quella del padre e del fratello Enrico - che in quanto militare aveva giurato fedeltà ai Savoia - e riparando per un breve periodo in Svizzera dopo il fallimento della rivolta. Tornato in Piemonte, Roberto non rischiava di essere considerato un traditore della monarchia perché non aveva prestato alcun giuramento. Tuttavia, il clima pesante creatosi in famiglia lo spinse a stabilirsi con la moglie e i figli a Parigi, dove rimase alcuni anni, prima del ritorno a Torino.
Nel 1831 propose a Carlo Alberto la creazione di una grande pinacoteca che fu inaugurata l'anno successivo a Palazzo Madama con il nome di Reale Galleria. Il sovrano incaricò d'Azeglio di diventarne direttore, carica che mantenne per ventidue anni, finché nel 1854, in seguito a una polemica condotta «su la stampa pe' danni invano da lui deprecati, che minacciavano la preziosa raccolta, causa la sede negli uffizi del Senato», si dimise in favore del fratello Massimo. La pinacoteca è oggi nota come Galleria Sabauda.
Nel 1831 il marchese diede inoltre il via alla realizzazione della sua residenza estiva, il Castello e Parco del Roccolo a Busca, in pieno stile neogotico, e nel 1845 appaltò all'architetto Barnaba Panizza l'ampliamento e la completa ristrutturazione del celebre palazzo di famiglia in Torino.
Il 30 novembre 1847 fu il promotore di una raccolta di firme a favore dell'emancipazione dei valdesi e degli ebrei del Regno di Sardegna, che verrà concessa da Carlo Alberto l'anno successivo. Nello stesso periodo fu attivamente impegnato nella richiesta dello Statuto albertino, tanto che fu nominato senatore già il 3 aprile 1848. Dopo uno scontro con il governo Casati, pensò di dimettersi dalla carica di senatore e ritirarsi a vita privata, ma nel 1850 tornò invece in Senato, partecipando al dibattito parlamentare. Inizialmente favorevole al progetto di riforma ecclesiastica dei liberali, che sostenne con un intervento al Senato il 5 aprile 1850, si disse pure contrario al potere temporale dei papi nel discorso del 1º marzo 1855. Tuttavia, a poco a poco, le sue posizioni si fecero più moderate: nel 1852 si espresse contro la libertà di stampa e nello stesso anno si disse contrario al matrimonio civile, nel 1855 votò contro la legge Rattazzi che prevedeva la soppressione degli ordini religiosi e l'incameramento dei loro beni.
Le carte relative al periodo 1829-1852 del fondo D'Azeglio sono custodite presso l'Archivio Storico della Città di Torino .